# Шампањак ле Вје
Шампањак ле Вје (фр. Champagnac-le-Vieux) насеље је и општина у централној Француској у региону Оверња, у департману Горња Лоара која припада префектури Бријуд.
По подацима из 2011. године у општини је живело 236 становника, а густина насељености је износила 11,45 становника/km². Општина се простире на површини од 20,61 km². Налази се на средњој надморској висини од 878 метара (максималној 980 m, а минималној 640 m).

## Демографија
| 1962. | 1968. | 1975. | 1982. | 1990. | 1999. | 2011. |
| ----- | ----- | ----- | ----- | ----- | ----- | ----- |
| 452   | 486   | 415   | 340   | 301   | 277   | 236   |

График промене броја становника у току последњих година